# Чентро Гранде (Рим)
Чентро Гранде је насеље у Италији у округу Рим, региону Лацио.
Према процени из 2011. у насељу је живело 16 становника. Насеље се налази на надморској висини од 144 м.